# Brenac
Brenac is een plaats en voormalige gemeente in het Franse departement Aude in de regio Occitanie en telt 203 inwoners (1999). De plaats maakt deel uit van het arrondissement Limoux.
Op 1 januari 2016 werd de gemeente opgeheven en bij de gemeente Quillan gevoegd.

## Geografie
De oppervlakte van Brenac bedraagt 13,3 km², de bevolkingsdichtheid is 15,3 inwoners per km².
De onderstaande kaart toont de ligging van Brenac met de belangrijkste infrastructuur en aangrenzende gemeenten.

## Demografie
Onderstaande figuur toont het verloop van het inwonertal (bron: INSEE-tellingen).

Vanwege een beveiligingsprobleem met de MediaWiki Graph-software is het momenteel niet mogelijk deze grafiek weer te geven. Zodra de software is bijgewerkt zal de grafiek vanzelf weer zichtbaar worden.